# Гові Моренц
Гові Моренц (англ. Howie Morenz; 21 вересня 1902, Мітчелл — 8 березня 1937, Монреаль) — канадський хокеїст, що грав на позиції центрального нападника.
Член Зали слави хокею з 1945 року. Володар Кубка Стенлі. Провів понад 500 матчів у Національній хокейній лізі.

## Ігрова кар'єра
Хокейну кар'єру розпочав 1919 року.
Протягом професійної клубної ігрової кар'єри, що тривала 15 років, захищав кольори команд «Монреаль Канадієнс», «Чикаго Блек Гокс» та «Нью-Йорк Рейнджерс».
Загалом провів 589 матчів у НХЛ, включаючи 39 ігор плей-оф Кубка Стенлі.

## Нагороди та досягнення
- Володар Кубка Стенлі в складі «Монреаль Канадієнс» — 1924, 1930, 1931.
- Пам'ятний трофей Гарта — 1928, 1931, 1932.
- Перша команда всіх зірок НХЛ — 1931, 1932.
- Друга команда всіх зірок НХЛ — 1933.

Двічі був найкращим бомбардиром регулярного чемпіонату.
Входить до числа 100 найкращих гравців НХЛ за версією журналу The Hockey News під 15-м номером.

## Смерть
28 січня 1937 під час матчу проти «Чикаго Блекгокс» в першому періоді отримав травму, перелом ноги, через який на довгий час був поміщений до лікарні. 8 березня поскаржився на болі в області грудей, увечері того ж дня помер від серцевого нападу.

## Статистика
| Сезон        | Клуб                 | Ліга         | Регулярний сезон | Регулярний сезон | Регулярний сезон | Регулярний сезон | Регулярний сезон | Плей-оф | Плей-оф | Плей-оф | Плей-оф | Плей-оф |
| Сезон        | Клуб                 | Ліга         | І                | Г                | П                | О                | ШХ               | І       | Г       | П       | О       | ШХ      |
| ------------ | -------------------- | ------------ | ---------------- | ---------------- | ---------------- | ---------------- | ---------------- | ------- | ------- | ------- | ------- | ------- |
| 1919–20      | «Стретфорд Міджетс»  | ОХА          | 5                | 14               | 4                | 18               | —                | 7       | 14      | 12      | 26      | —       |
| 1920–21      | «Стретфорд Міджетс»  | ОХАс         | 8                | 19               | 12               | 31               | —                | 13      | 38      | 18      | 56      | —       |
| 1921–22      | «Стретфорд Міджетс»  | ОХА          | 4                | 17               | 6                | 23               | 10               | 5       | 17      | 4       | 21      | —       |
| 1921–22      | «Стретфорд Індіанз»  | ОХА          | 4                | 10               | 3                | 13               | 2                | 8       | 15      | 8       | 23      | 21      |
| 1922–23      | «Стретфорд Індіанз»  | ОХА          | 10               | 15               | 13               | 28               | 19               | 10      | 28      | 7       | 35      | 36      |
| 1923–24      | «Монреаль Канадієнс» | НХЛ          | 24               | 13               | 3                | 16               | 20               | 2       | 3       | 1       | 4       | 6       |
| 1923–24      | «Монреаль Канадієнс» | Кубок Стенлі | —                | —                | —                | —                | —                | 4       | 4       | 2       | 6       | 4       |
| 1924–25      | «Монреаль Канадієнс» | НХЛ          | 30               | 28               | 11               | 39               | 46               | 2       | 3       | 0       | 3       | 4       |
| 1924–25      | «Монреаль Канадієнс» | Кубок Стенлі | —                | —                | —                | —                | —                | 4       | 4       | 1       | 5       | 4       |
| 1925–26      | «Монреаль Канадієнс» | НХЛ          | 31               | 23               | 3                | 26               | 39               | —       | —       | —       | —       | —       |
| 1926–27      | «Монреаль Канадієнс» | НХЛ          | 44               | 25               | 7                | 32               | 49               | 4       | 1       | 0       | 1       | 4       |
| 1927–28      | «Монреаль Канадієнс» | НХЛ          | 43               | 33               | 18               | 51               | 66               | 2       | 0       | 0       | 0       | 12      |
| 1928–29      | «Монреаль Канадієнс» | НХЛ          | 42               | 17               | 10               | 27               | 47               | 3       | 0       | 0       | 0       | 6       |
| 1929–30      | «Монреаль Канадієнс» | НХЛ          | 44               | 40               | 10               | 50               | 72               | 6       | 3       | 0       | 3       | 10      |
| 1930–31      | «Монреаль Канадієнс» | НХЛ          | 39               | 28               | 23               | 51               | 49               | 10      | 1       | 4       | 5       | 10      |
| 1931–32      | «Монреаль Канадієнс» | НХЛ          | 48               | 24               | 25               | 49               | 46               | 4       | 1       | 0       | 1       | 4       |
| 1932–33      | «Монреаль Канадієнс» | НХЛ          | 46               | 14               | 21               | 35               | 32               | 2       | 0       | 3       | 3       | 2       |
| 1933–34      | «Монреаль Канадієнс» | НХЛ          | 39               | 8                | 13               | 21               | 21               | 2       | 1       | 1       | 2       | 0       |
| 1934–35      | «Чикаго Блек Гокс»   | НХЛ          | 48               | 8                | 26               | 34               | 21               | 2       | 0       | 0       | 0       | 0       |
| 1935–36      | «Чикаго Блек Гокс»   | НХЛ          | 23               | 4                | 11               | 15               | 20               | —       | —       | —       | —       | —       |
| 1935–36      | «Нью-Йорк Рейнджерс» | НХЛ          | 19               | 2                | 4                | 6                | 6                | —       | —       | —       | —       | —       |
| 1936–37      | «Монреаль Канадієнс» | НХЛ          | 30               | 4                | 16               | 20               | 12               | —       | —       | —       | —       | —       |
| Усього в НХЛ | Усього в НХЛ         | Усього в НХЛ | 550              | 271              | 201              | 472              | 546              | 39      | 13      | 9       | 22      | 58      |